# Ciclone Agni
A tempestade ciclônica severa de Agni foi um ciclone tropical da temporada de ciclones no Índico Norte de 2004, notável por sua proximidade recorde do equador. Foi o segundo ciclone do Oceano Índico do Norte a receber um nome, depois de Onil no início do ano. Agni formou-se em 28 de novembro bem ao sudoeste da Índia, no [[Mar Arábico, e intensificou-se continuamente à medida que seguia para o noroeste. O Joint Typhoon Warning Center (JTWC) estimou o pico ventos sustentados de 1 minuto de 120 km/h (75 mph), enquanto o Departamento Meteorológico da Índia (IMD) estimou o pico ventos sustentados de 3 minutos de 100 km/h (62 mph); o IMD é o centro de alerta oficial para o norte do Oceano Índico. Após atingir o pico, enfraqueceu devido ao cisalhamento do vento, ar seco e águas mais frias, e o JTWC emitiu seu parecer final em 3 de dezembro ao se aproximar da costa da Somália. Os remanescentes de Agni se moveram ao longo da costa da Somália até se dissiparem em 5 de dezembro

## História meteorológica
Um distúrbio tropical foi observado em 19 de novembro cerca de 800 km (500 mi) sudeste de Colombo, Sri Lanka na Baía de Bengala. A perturbação seguiu para o oeste, gradualmente organizando e levando o JTWC a emitir um Alerta de Formação de Ciclone Tropical (TCFA) em 22 de novembro. Depois de passar ao sul do Sri Lanka, tornou-se desorganizado e não era mais considerado provável que se transformasse em um ciclone tropical. A circulação associada ao sistema continuou para oeste, reorganizando-se em 26 de novembro no Mar Arábico. Apesar de estar localizado incomumente próximo ao equador, o distúrbio manteve a convecção, ou tempestades, que estava se organizando em torno da fraca circulação de baixo nível. Com baixo cisalhamento do vento e diffluência no alto, o JTWC observou que o sistema tinha uma boa chance de desenvolvimento.
Enquanto o sistema estava se organizando, o centro cruzou o equador para atingir cerca de 0,5°S, tornando-se assim uma circulação anticiclônica no hemisfério sul. Isso era incomum, já que o efeito Coriolis não existe ao longo do equador - o efeito Coriolis se refere à vorticidade planetária, que fornece a rotação em um ciclone. O JTWC posteriormente avaliou o sistema como remanescente no hemisfério norte, alcançando o sul até 0,7°N ou cerca de 80 km (50 mi) do equador. Após a circulação organizada mais abaixo da convecção, o JTWC emitiu outro TCFA às 0300 UTC em 28 de novembro. Três horas depois, a agência classificou o sistema como Ciclone Tropical 05A por volta de 300 km (190 mi) a sudoeste do extremo sul da Índia. Em uma análise pós-temporada, o JTWC estimou que o ciclone se tornou uma tempestade tropical seis horas antes. Mais ou menos na mesma época, o IMD a classificou como uma "área de baixa pressão... com probabilidade de se tornar bem marcada".
Ao ser classificado, o ciclone tropical movia-se para noroeste sob a influência de uma crista sobre a Índia. Seu escoamento para o norte e sul tornou-se mais bem definido, embora sua proximidade com o equador tenha limitado seu escoamento para o sul devido ao cisalhamento do vento. No início de 29 de novembro, o IMD classificou o sistema como uma depressão, e ao longo do dia intensificou-se rapidamente para se tornar uma tempestade ciclônica; uma tempestade ciclônica é um ciclone tropical com pelo menos 65 km/h (40 mph) ventos sustentados por 3 minutos. Naquela época, o JTWC avaliou o ciclone como atingindo o pico de ventos sustentados de 1 minuto de 120 km/h (75 mph), junto com rajadas de 150 km/h (93 mph). No final de 29 de novembro, o ciclone enfraqueceu ligeiramente, apenas para recuperar seu pico de intensidade em 30 de novembro; naquela época, ele desenvolveu um olho de ciclone, e foi localizado cerca de 500 km (310 mi) a sudeste da costa da Somália. Às 1200 UTC em 30 de novembro, o IMD emitiu seu primeiro comunicado completo sobre o ciclone, chamando-o de tempestade ciclônica severa de Agni e estimando ventos de pico em 100 km/h (62 mph); a agência previu que a tempestade continuaria para noroeste e se fortaleceria ligeiramente antes de enfraquecer. Em seu pico, o ciclone tinha uma pressão barométrica de 985 mbar.

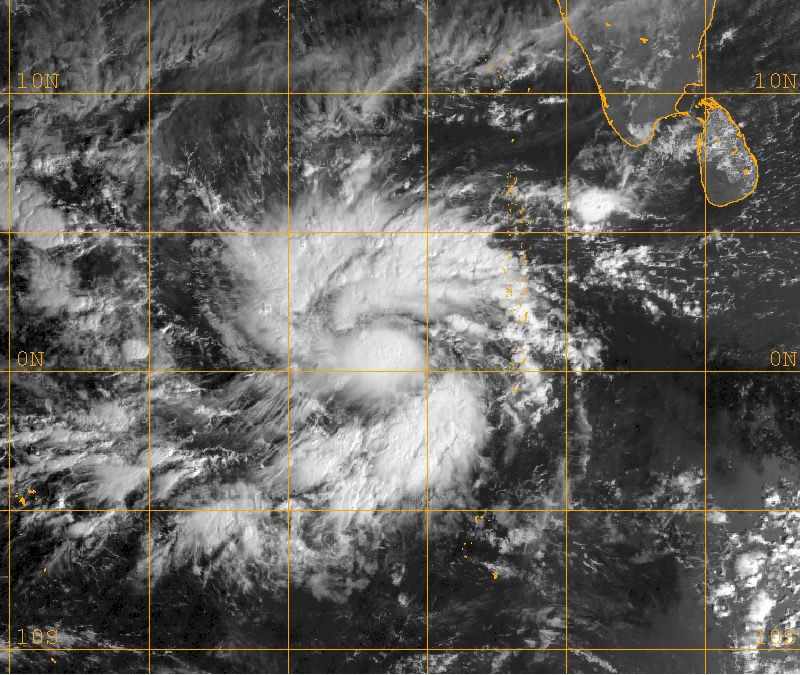
Ciclone Agni em sua abordagem mais próxima do equador

Depois de atingir o pico de intensidade, um aumento no cisalhamento do vento fez com que o olho desaparecesse e a convecção diminuiu significativamente. Em 1 de dezembro, o IMD estimou o Agni enfraquecido ao status de tempestade ciclônica, torno do qual o centro ficou exposto pela convecção. O ciclone continuou seu enfraquecimento constante devido ao cisalhamento do vento, a presença de ar seco e temperaturas de água mais frias, e em 2 de dezembro, o IMD rebaixou Agni ao estado de depressão, que era seu aviso final no sistema. Ao se aproximar da costa da Somália, virou para oeste devido à construção de uma crista sobre a Arábia Saudita. Apesar das condições desfavoráveis, as tempestades se reformaram brevemente na circulação, o que permitiu que a tempestade mantivesse sua intensidade. No final de 3 de dezembro, Agni enfraqueceu para abaixo do status de tempestade tropical, e o JTWC emitiu seu aviso final enquanto a tempestade estava em cerca de 450 km (280 mi) sul-sudeste do Cabo Guardafui - o ponto mais oriental do Corno de África. A circulação ficou difícil de localizar no início de 4 de dezembro, momento em que o sistema tinha pouca convecção restante. Ele virou para sudoeste e depois para o sul, movendo-se para a costa no leste da Somália antes de se dissipar em 5 de dezembro perto de Ceel Huur sobre a água.

## Registos, nomenclatura e impacto
De acordo com RSMC de Nova Delhi, o ciclone Agni evoluiu para uma depressão de 1.5°N, que é a mesma latitude de onde, de acordo com RSMC Tóquio, a a tempestade tropical Vamei se formou em dezembro de 2001. No entanto, de acordo com RSMC La Réunion, o precursor do ciclone Agni mudou-se brevemente para o hemisfério sul e se manteve sua circulação anticiclônica anti-horária.
Agni foi a segunda tempestade no norte do Oceano Índico a receber um nome, depois que o IMD em meados de 2004 começou a nomear ciclones tropicais.
Uma vez que o ciclone era fraco quando se deslocou sobre a Somália, nenhuma vítima ou dano significativo foi relatado.